# Cuphea multiflora
Cuphea multiflora là một loài thực vật có hoa trong họ Lythraceae. Loài này được Lodd. mô tả khoa học đầu tiên năm 1824.